# Вилюйский тракт

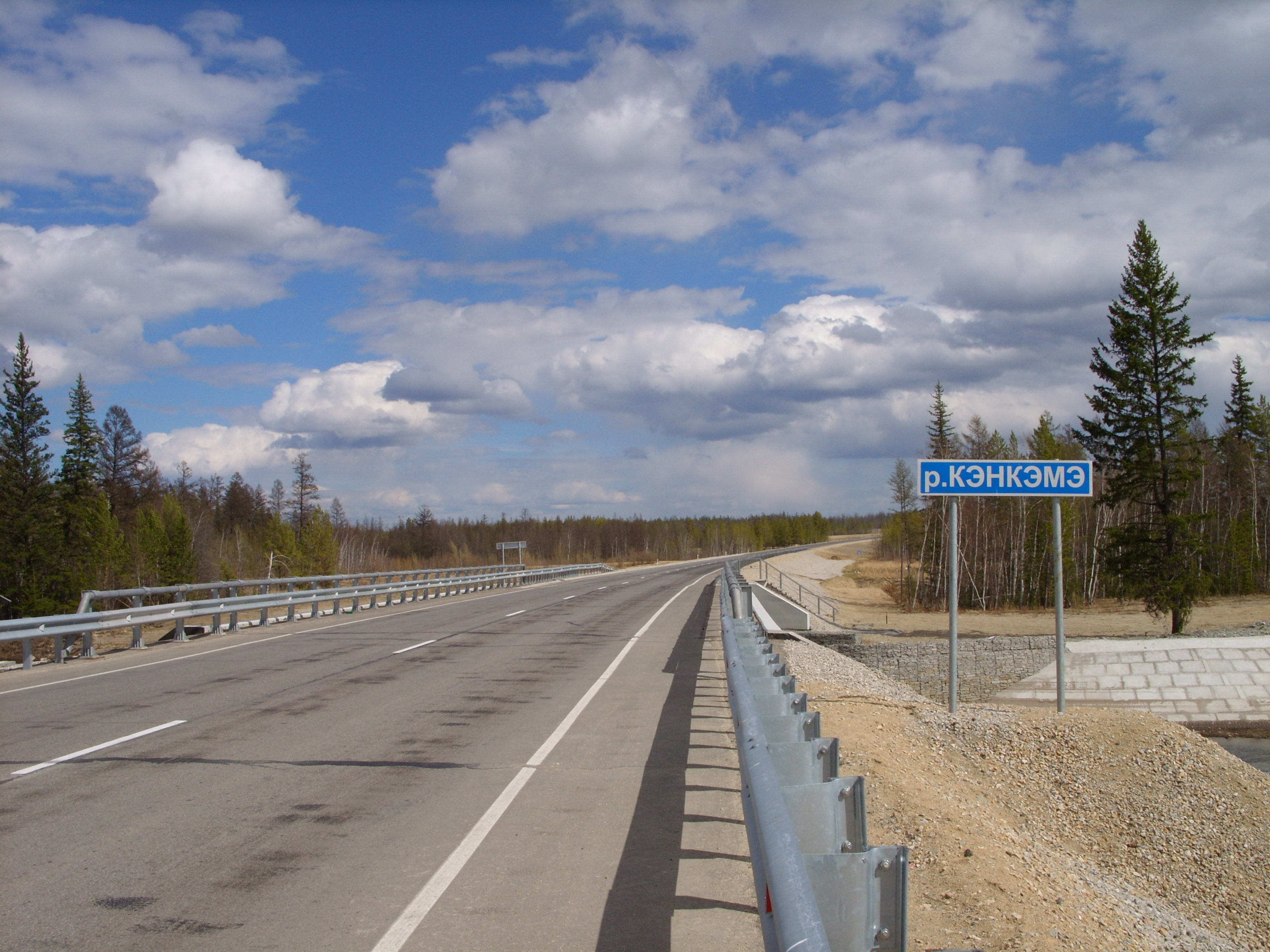
Вилюйский тракт 47 км от Якутска

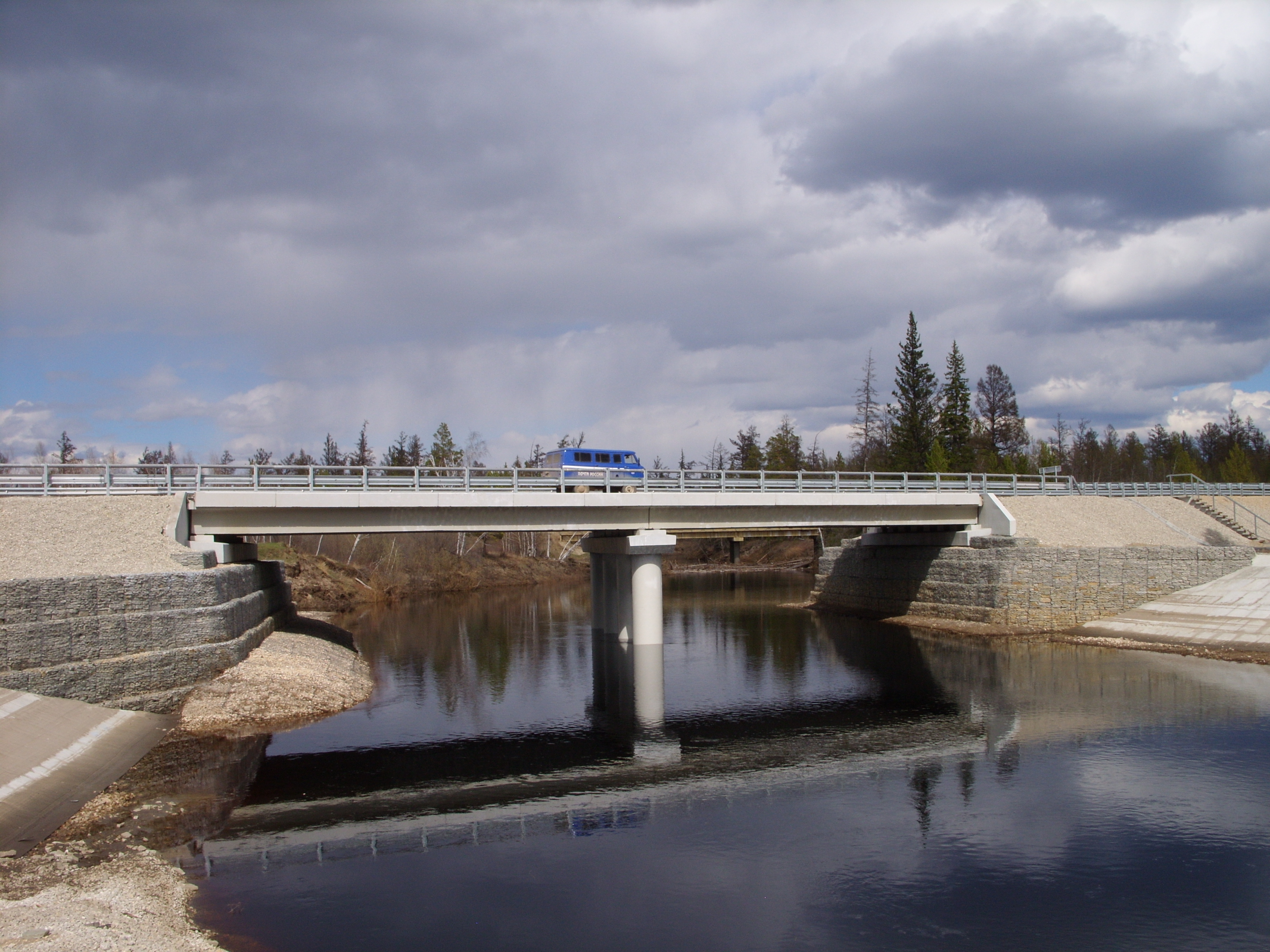
Мост через р. Кенкеме

Вилюйский тракт — существовавшая в XIX—XX веках почтовая дорога, связывавшая между собой столицу края Якутск с другими населенными пунктами (поселениями и стойбищами), конечным пунктом которой был город Вилюйск. По Вилюйскому тракту велось оживленное почтовое и гужевое сообщение, передвигались грузы (в основном использовались оленьи и собачьи упряжки, а позднее и конные повозки). Также это — распространённое среди населения Якутии название современной дороги — якутского участка федеральной автодороги «Вилюй».

## История
В 1936 году был проведен первый пробный автопробег для определения возможности постройки и/или использования тракта для движения автомобилей (хотя бы зимой). С тех пор на тракте стали действовать автозимники.
После Великой Отечественной войны у советского государства появились планы создания асфальтовой автодороги (так как вокруг находятся нефтеносные месторождения, залежи ископаемых и т. д.). Отдельные участки твердого покрытия появились на трассе еще в Советском Союзе, но были размыты или разрушены временем и отсутствием ремонта.

## Сегодня
в 2005 году по практически всей длине тракта было открыто круглогодичное автомобильное движение, но сейчас дорога снова труднопроходима и летом в некоторых местах выглядит болотом. И, конечно — не хватает мостов. Имеющийся план строительства автодороги «Вилюй» претворяется в жизнь сейчас[когда?].
В 2007 г. дорога передана в федеральное управление и образовано ФГУ «Упрдор „Вилюй“».